# Поверхня нагріву котла
Пове́рхня нагрі́ву котла́ (англ. Boiler heating surface) — поверхня стінок, що відокремлюють димові гази від нагріваючих середовищ, через які відбувається передача тепла від димових газів.
Поверхня стінок котла, що омивається з внутрішньої сторони водою або паром, а із зовнішнього — газами, називається поверхнею нагріву, вимірюється в квадратних метрах і позначається S. Поверхню нагріву визначають зазвичай з боку, який обігрівається газами.
Слід додатково зазначити, що поверхня нагріву, яка отримує тепло випромінюванням палаючого шару твердого палива або факела рідкого чи газоподібного палива в топці, називається радіаційною. Поверхня нагріву інших частин котла, що сприймає тепло гарячих димових газів шляхом зіткнення з ними, називається конвективною. У паровому котлі гарячими газами омивається тільки та його частина, яка з внутрішньої сторони охолоджується водою. Лінія, що відокремлює обігріваючу газами поверхню від необігріваючої, називається вогневою лінією.